# 63
63 (LXIII, na numeração romana) foi um ano comum do século I, do Calendário Juliano, da Era de Cristo, teve início a um sábado e terminou também a um sábado, e a sua letra dominical foi B.
| Ano completo                   |
| ------------------------------ |
| Ano comum com início ao sábado |

## Eventos
- Vespasiano é apontado governador da província da África Proconsular[1]
- Tratado de Randeia, Fim da Guerra romano-parta de 58-63[2]